# Макарьевское викариатство
Мака́рьевское викариа́тство — викариатство Костромской епархии Русской православной церкви. Названо по городу Макарьеву.

## История
Учреждено как викариатство Костромской епархии в 1917 году. После 1917 года не замещалось. Восстановлено 12 марта 2013 года решением Священного Синода Русской православной церкви.

## Архиереи
- 30 мая — 17 сентября 1917 — Севастиан (Вести)
- 28 апреля — 25 декабря 2013 — Ферапонт (Кашин)